# Maher Shalal Hash Baz
Maher Shalal Hash Baz est un groupe de musique japonais, formé en 1984 par Tori Kudo. Leur musique se caractérise par des mélodies simples et des paroles naïves, chantées en anglais. Le groupe collabore fréquemment avec d'autres artistes.
Le nom de ce groupe est tiré du livre d'Isaïe (8,3) (Is 8. 1-4). Il signifie "Proche pillage, imminent butin".

## Discographie

### Albums et compilations
- Gok, avec Bill Wells (2009, label Geographic)
- Blues du jour (2003, label Geographic)
- Open field EP (2003, label Domino)
- From A Summer To Another Summer (An Egypt To Another Egypt) (2002, label Geographic/Domino)
- Maher On Water (2002, label Geographic)
- Unknown happiness (2000, compilation de morceaux enregistrés en concert, label Geographic)
- Souvenir de mauve (2000, label Majikick)
- Return Visit To Rock Mass (1996, label Org Records)
- January 14th 1989 kyoto (1991, concert du 14 janvier 1989 à Kyoto, label Org Records)
- Pass over musings (1985, compilation de morceaux enregistrés en concert)
- Maher shalal hash baz (1985, compilation de morceaux enregistrés en concert)

### Apparition sur des albums et compilations d'autres artistes
- You Don't Need Darkness To Do What You Think Is Right: New Geographic Music (2002, compilation de morceaux d'artistes du label Geographic)
- Domino on the wire (1999, label The Wire)
- Tokyo flashback 3 (1993, compilation de morceaux de divers artistes, label PSF)
- Tokyo flashback volume 2 (1992, compilation de morceaux de divers artistes, label PSF)